# Dimorfoteka
Dimorfoteka (; lat. Dimorphotheca), biljni rod iz porodice glavočika (Asteraceae). Pripada mu 18 vrsta vazdazelenih trajnica iz južne Afrike
Latinsko ime roda  Dimorphotheca odnosi se na dimorfne cipsele, osobinu svojstvenu pripadnicima Calenduleae.

## Vrste
1. Dimorphotheca chrysanthemifolia (Vent.) DC.
2. Dimorphotheca acutifolia Hutch.
3. Dimorphotheca barberae Harv.
4. Dimorphotheca caulescens Harv.
5. Dimorphotheca cuneata (Thunb.) DC.
6. Dimorphotheca dregei DC.
7. Dimorphotheca ecklonis DC.
8. Dimorphotheca jucunda E.Phillips
9. Dimorphotheca montana Norl.
10. Dimorphotheca nudicaulis (L.) DC.
11. Dimorphotheca pinnata (Thunb.) Harv.
12. Dimorphotheca pluvialis (L.) Moench
13. Dimorphotheca sinuata DC.
14. Dimorphotheca spectabilis Schltr.
15. Dimorphotheca tragus (Aiton) DC.
16. Dimorphotheca venusta (Norl.) Norl.
17. Dimorphotheca walliana (Norl.) B.Nord.
18. Dimorphotheca zeyheri Sond.